# Nossa Senhora do Socorro Imediato

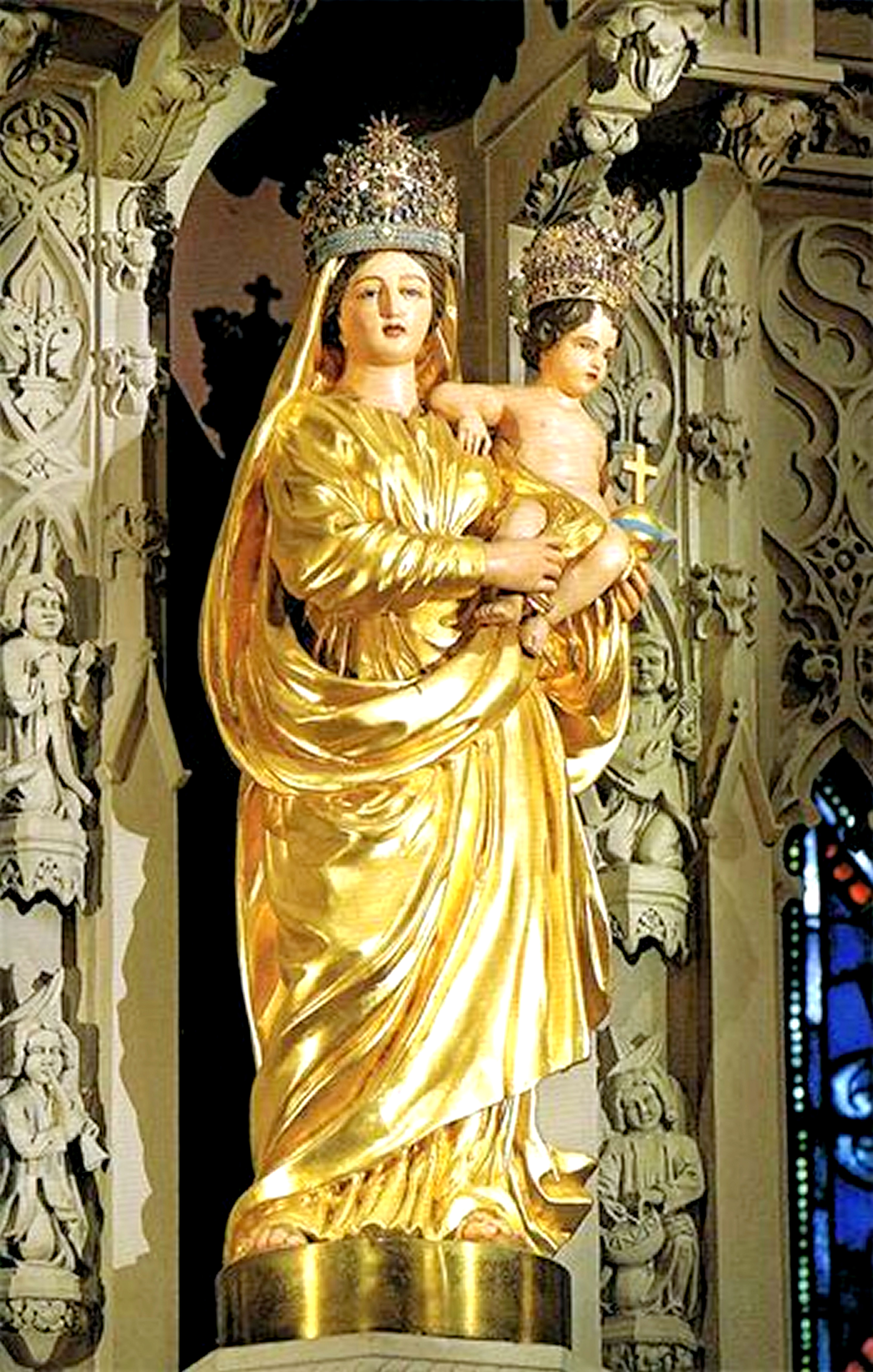
A imagem coroada canonicamente consagrada no altar-mor.

Our Lady of Prompt Succor (em francês:  Notre Dame du Prompt Secours), em português (Nossa Senhora do Socorro Imediato) é um título católico romano da Santíssima Virgem Maria associado a uma imagem devocional de madeira da Madona e do Menino consagrada em Nova Orleans, Louisiana, Estados Unidos da América. A imagem está intimamente associada à Madre Saint Michel, Superiora das Ursulinas de Nova Orleans.
O Papa Pio IX autorizou a devoção pública ao título mariano em 21 de setembro de 1851 e designou o dia 8 de janeiro como sua festa de ação de graças. O Papa Leão XIII concedeu uma coroação canônica à imagem por meio do arcebispo Francis Janssens em 10 de novembro de 1895.
A imagem também é conhecida por sua conexão com o presidente Andrew Jackson, que estava presente antes da imagem durante e após a Batalha de Nova Orleans contra a invasão britânica. Sob este título mariano, a Virgem Maria é designada como a Padroeira Principal da Louisiana e da Arquidiocese de Nova Orleans, datada de uma bula papal de 1928 da Sagrada Congregação dos Ritos. A imagem encontra-se presentemente consagrada no Santuário Nacional de Nossa Senhora do Prompt Socorro, enquanto a sua festa é celebrada a 8 de Janeiro.

## História
As freiras ursulinas francesas chegaram pela primeira vez à Louisiana em 1727. As freiras estabeleceram um convento e fundaram a que é a mais antiga escola para meninas no território dos modernos Estados Unidos, a Ursuline Academy, que educava filhos de colonos europeus, nativos americanos e do povo crioulo local, escravos ou livres. Irmãs espanholas vieram ajudar a escola em crescimento em 1763, depois que Louisiana caiu sob o controle espanhol.
Em 1800 o território voltou à posse francesa e, em 1803, a maioria das irmãs, temendo o sentimento anticlerical da Revolução Francesa, fugiu para Havana, Cuba. Quando a Louisiana passou para o controle dos Estados Unidos, as irmãs enviaram ao presidente uma carta perguntando se seus direitos de propriedade seriam honrados pelo novo governo. A resposta do presidente Thomas Jefferson ainda é mantida no convento até hoje:
... Recebi, santas irmãs, a carta que me escreveram, na qual exprimem ansiedade pela propriedade conferida às vossas instituições pelos antigos governos da Louisiana. Os princípios da Constituição e do governo dos Estados Unidos são uma garantia segura de que ela será preservada como sagrada e inviolada e que sua instituição terá permissão para governar a si mesma de acordo com suas próprias regras voluntárias, sem interferência da autoridade civil ... Esteja certo de que terá toda a proteção que meu escritório pode lhe dar.
Com falta de professores, a Madre Santo André Madier pediu às irmãs da França que viessem à América para ajudar o convento em dificuldades. Ela escreveu para sua prima, Madre Saint Michel Gensoul, que dirigia um internato para meninas católicas na França na época. A Igreja Católica estava sofrendo a ira da revolução sob Napoleão. A Madre Saint Michel, sabendo que a Igreja estava em apuros tanto em sua pátria quanto no exterior, abordou o Bispo Fournier de Montpelier para solicitar uma transferência. O bispo Fournier sentiu-se incapaz de permitir a perda de outra freira, já que muitas haviam sido mortas ou fugiram durante a revolução, e aconselhou a Madre St. Michel que somente o Papa poderia dar essa autorização.
O Papa Pio VII era um prisioneiro de Napoleão na época, e Madre St. Michel sabia da improbabilidade do Papa até mesmo receber sua carta. Ela rezou diante de uma estátua da Santíssima Virgem Maria e disse: "Ó Santíssima Virgem Maria, se obtiveres para mim uma resposta rápida e favorável a esta carta, prometo tê-la homenageada em Nova Orleans com o título de Nossa Senhora de Socorro Imediato." 
Enviando sua petição em 19 de março de 1809, Madre St. Michel recebeu uma carta do Papa Pio VII concedendo seu pedido em 29 de abril de 1809. A Madre St. Michel encomendou uma estátua da Virgem Maria segurando o Menino Jesus. O trabalhador esculpiu suas vestes esvoaçantes para que ela parecesse estar se movendo rapidamente. O bispo Fournier abençoou a estátua e o trabalho da Madre St. Michel.
A Madre St. Michel chegou a Nova Orleans com a estátua de Nossa Senhora do Prompt Socorro no dia 31 de dezembro de 1810, com várias postulantes. A estátua foi colocada na capela do mosteiro do Antigo Convento das Ursulinas na rua Chartres, no bairro francês.

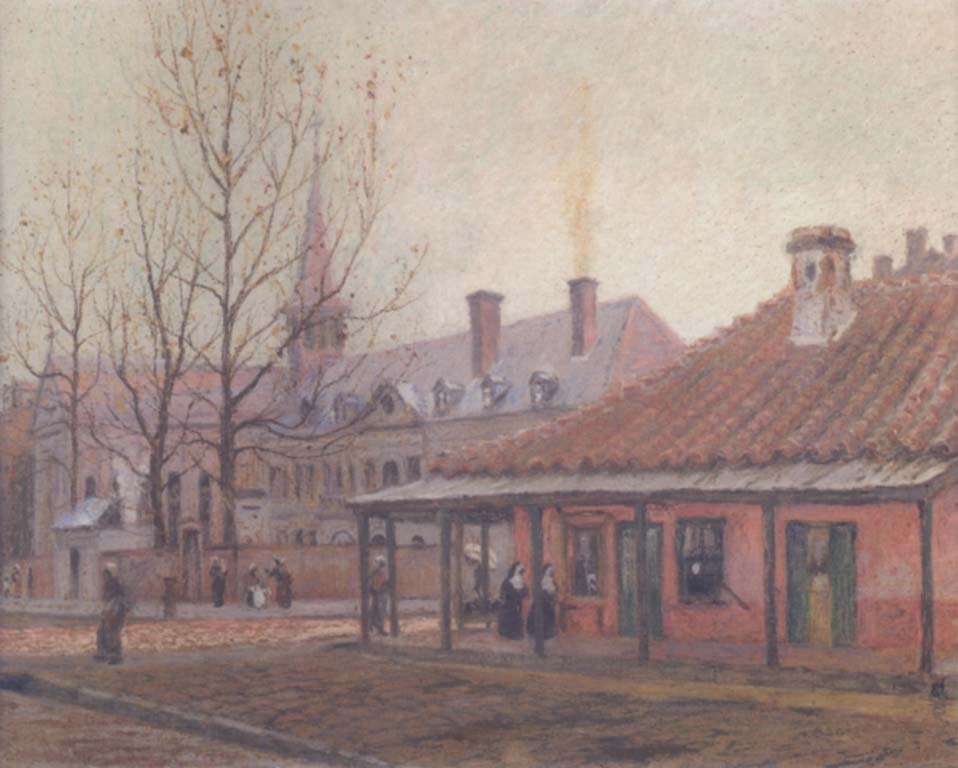
O Convento das Ursulinas, Rua Chartres. Circa 1902.

## Milagres
Muitos milagres foram atribuídos à intercessão da Bem-Aventurada Virgem Maria sob o título de Nossa Senhora do Socorro Imediato. Dois eventos históricos estão especialmente associados à Virgem. A primeira ocorreu em 1812 durante a erupção de um grande incêndio em Nova Orleans que devastou o Vieux Carré. O convento das Ursulinas enfrentava uma destruição iminente quando os ventos sopraram o terrível incêndio em direção à Plaza de Armas. Foi dada ordem para evacuar o convento, porém naquele momento, uma freira chamada Sr. Santo Antônio (Marthe Delatre, filha de Antoine Delatre)  colocou uma pequena estátua de Nossa Senhora do Socorro Imediato em um assento da janela e a Madre St. Michel começou a orar em voz alta: "Nossa Senhora do Socorro Imediato, estamos perdidos, a menos que você se apresse em nosso auxílio!" Imediatamente, o vento mudou de direção, soprando as chamas para longe do convento permitindo a extinção do fogo. O convento das Ursulinas foi um dos poucos edifícios que não foram destruídos.
O segundo grande milagre ocorreu em 1815, três anos após o desastroso incêndio. As 6.000 tropas americanas do general Andrew Jackson enfrentaram 15.000 soldados britânicos nas planícies de Chalmette. Na véspera da Batalha de Nova Orleans, os residentes de Nova Orleans juntaram-se às irmãs Ursulinas em seu convento no Bairro Francês para orar durante a noite, implorando a ajuda de Nossa Senhora do Socorro Imediato. Na manhã de 8 de janeiro, o Rev.mo William Dubourg, Vigário Geral, ofereceu Missa no altar em que a estátua de Nossa Senhora do Socorro Imediato foi colocada. Tiros de canhão podiam ser ouvidos na capela. A Prioresa do convento das Ursulinas, Madre Ste. Marie Olivier de Vezin fez uma promessa de que a Missa de Ação de Graças fosse cantada anualmente, caso as forças americanas vencessem. No exato momento da comunhão, um mensageiro entrou correndo na capela para informar a todos os presentes que os ingleses haviam sido derrotados. Eles ficaram confusos por uma névoa e vagaram para um pântano. A missa terminou com o canto do Te Deum. Uma missa anual de ação de graças foi realizada em 8 de janeiro desde então.  O 200º aniversário da Batalha de Nova Orleans ocorreu em 2015, e eventos comemorativos foram realizados.

## Aprovações pontifícias

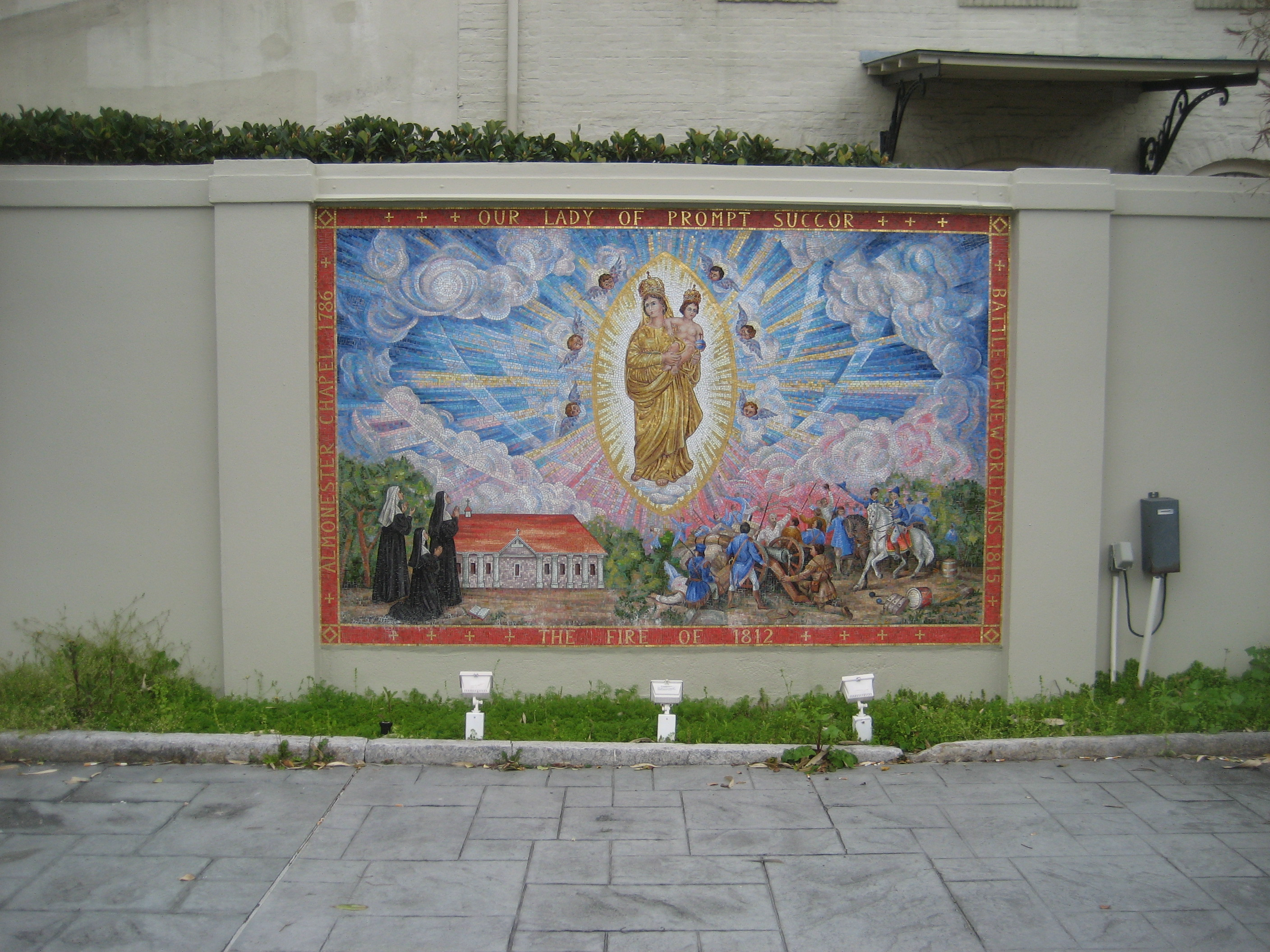
Um mosaico de Nossa Senhora do Socorro Imediato no complexo do antigo Convento das Ursulinas, bairro francês, Nova Orleans.

- Em 21 de setembro de 1851, o Papa Pio IX autorizou a devoção e celebração da Festa de Nossa Senhora do Socorro Imediato e o canto da Missa anual de Ação de Graças em 8 de janeiro.
- Em 21 de junho de 1894, o Papa Leão XIII aprovou a coroação canônica da imagem de madeira com uma bula papal da Congregação para a Evengelização dos Povos e foi realizada pelo Arcebispo Francis Janssens em 10 de novembro de 1895. O ouro e as pedras preciosas das coroas foram doados pelo povo de Nova Orleans. Em 28 de abril de 1897, o mesmo Pontífice emitiu um documento papal erigindo a Confraria de Nossa Senhora do Socorro Imediato, elevando seu status à categoria de Arquiconfraria.[5]
- Em 13 de junho de 1928, o Papa Pio XI declarou a Bem-Aventurada Virgem Maria, sob o título de Nossa Senhora do Socorro Imediato como Padroeira da Louisiana.[6] O pedido foi concedido a partir de uma petição do Arcebispo de Nova Orleans, John William Shaw; Bispo de Alexandria, Cornelius Van de Ven; e, Bispo de Lafayette, Jules B. Jeanmard. O decreto papal foi executado e assinado pelo Cardeal Camillo Laurenti da Sagrada Congregação dos Ritos.

## Interpretação
De acordo com Michael Pasquier, a promoção da devoção ao título mariano de Our Lady of Prompt Succor foi uma tentativa da hierarquia católica de aliviar as tensões em uma população católica dividida entre o catolicismo crioulo francês e uma hierarquia anglo-católica em Baltimore. Ele afirma que a devoção nunca conquistou muitos seguidores devido à sua "falta de apelo multiétnico" aos grupos minoritários na época. O culto de Nossa Senhora do Prompt Socorro era uma devoção particular às Ursulinas francesas, que não envolvia nem uma aparição milagrosa nem uma mensagem particular para envolver a imaginação dos leigos.

## Veneração
Our Lady of Prompt Succor é a padroeira do estado de Louisiana e da cidade de New Orleans.
Os crentes piedosos de Nova Orleans oram diante da estátua de Nossa Senhora do Prompt Succor, pedindo sua intercessão sempre que um furacão ameaça a cidade. Durante a temporada de furacões, orações são feitas em todas as missas na cidade durante as Orações dos Fiéis, solicitando a intercessão e proteção de Nossa Senhora do Pronto Socorro. Após o furacão Katrina, orações foram feitas a Nossa Senhora do Socorro Imediato pedindo a rápida recuperação da cidade danificada e arredores.

### Santuário Nacional
A estátua de Nossa Senhora do Socorro Imediato foi transferida do antigo convento das Ursulinas no Bairro Francês para o Santuário Nacional de Nossa Senhora do Socorro Imediato, localizado no campus da State Street da Academia e Convento das Ursulinas. O Santuário Votivo Nacional de Nossa Senhora do Socorro foi construído na década de 1920 e consagrado em 6 de janeiro de 1928 O Santuário está a cargo das Irmãs Ursulinas da União Romana, Província Central.

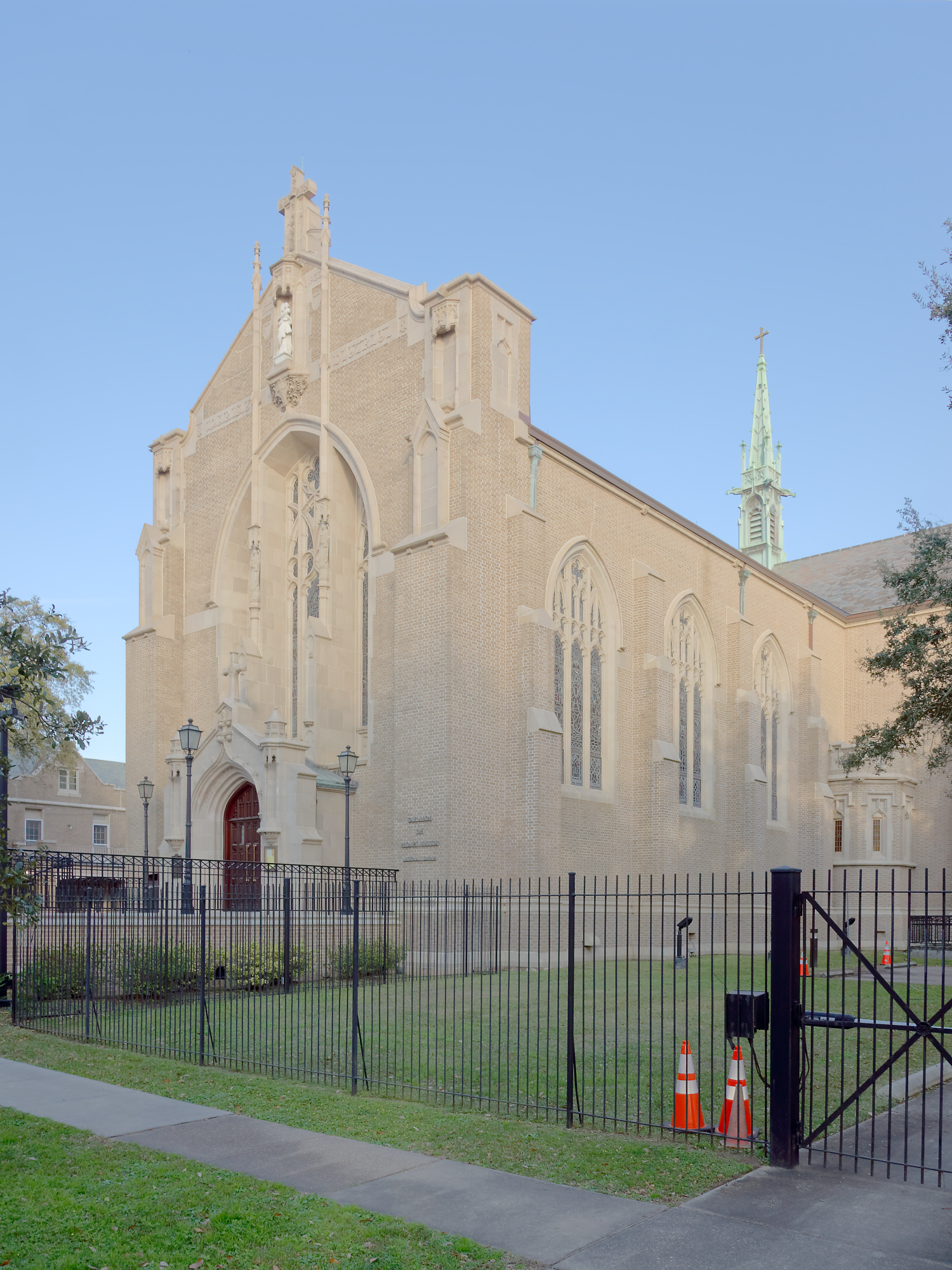
Santuário atual, campus da Ursuline Academy

O antigo convento das ursulinas está localizado na 1100 Chartres Street no French Quarter. A capela anexa é agora conhecida como Santa Maria. A igreja e o convento estão abertos para visitas diárias.

### Servos de Nossa Senhora do Socorro Rápido
Os Servos de Nossa Senhora do Socorro Imediato são membros do Capítulo de Nova York da Arquiconfraria de Nossa Senhora do Socorro Imediato. Eles foram fundados em 1991, trabalhando incansavelmente para promover a devoção, especialmente para a conversão dos Estados Unidos a uma cultura de vida permanente. O Santo Sacrifício da Missa, segundo os usos tridentino e dominicano e a Divina Liturgia Bizantina são difundidos pelos Servos, na internet, de forma a unir membros e espectadores, em todo o mundo, num esforço comum de rezar pela defesa da vida em todas as etapas.